# Синагога Бет Шалом (Афины)
Бет Шало́м — синагога, расположенная в Афинах, столице Греции, на улице Мелидони, 5. Является крупнейшей синагогой в городе.
Синагога была построена в 1935 году по инициативе сефардов. Основной причиной возведения нового дома молитвы было постоянно увеличивающееся число членов еврейской общины, которых не могла вместить старая синагога Эц Хаим. В 70-е годы двадцатого века была основательно отремонтирована. В настоящее время синагога является наиболее посещаемым еврейским молитвенным домом в городе. Богослужения проводятся регулярно во все шаббаты и праздники.
Каменное строение синагоги было возведено на прямоугольной площадке в неоклассическом стиле с многочисленными элементами, свойственными традиционной греческой архитектуре. Однако его интерьер отклоняется от традиционных форм этой архитектуры.